# (8060) Anios
(8060) Anios, désignation internationale (8060) Anius, est un astéroïde troyen jovien.

## Description
(8060) Anios est un astéroïde troyen jovien, camp grec, c'est-à-dire situé au point de Lagrange L4 du système Soleil-Jupiter. Il présente une orbite caractérisée par un demi-grand axe de 5,188 UA, une excentricité de 0,092 et une inclinaison de 7,1° par rapport à l'écliptique.
Il est nommé en référence au personnage de la mythologie grecque Anios, acteur du conflit légendaire de la guerre de Troie.

## Compléments